# Volpedo
Volpedo é uma comuna italiana da região do Piemonte, província de Alexandria, com cerca de 1.191 habitantes. Estende-se por uma área de 10,58 km², tendo uma densidade populacional de 113 hab/km². Faz fronteira com Casalnoceto, Godiasco (PV), Monleale, Montemarzino, Pozzol Groppo, Volpeglino.
Faz parte da rede das Aldeias mais bonitas de Itália.

## Demografia
| Variação demográfica do município entre 1861 e 2011                               |
|                                                                                   |
| Fonte: Istituto Nazionale di Statistica (ISTAT) - Elaboração gráfica da Wikipedia |